# Aphorismes de M. Mesmer
Aforismos de Mesmer, no original em francês "Aphorismes de M. Mesmer, dictés à l'assemblée de ses élèves, & dans lesquels on trouve ses principes, sa théorie & les moyens de magnétiser; le tout formant un corps de dóctrine développé en trois cens quarente-quatre paragraphes, pour faciliter l'application des commentaires au magnestism animal. Ouvrage mis au jour par M. Caullet de Veaumorel, médecin de la maison de monsieur." é um livro ditado por Franz Anton Mesmer e editado em 1785. O livro foi ditado na assembleia dos seus discípulos, apresentando os princípios e a teoria sobre e como magnetizar. Forma o conjunto do corpo do magnetismo animal.
Mesmer rejeitou a publicação destas notas de aula. Todavia seu discípulo e médico da coroa francesa Louis Caullet de Veaumorel editou e publicou-as, mesmo sem autorização do seu mestre.